# Phloeopora adversa
Phloeopora adversa är en skalbaggsart som beskrevs av Thomas Casey 1911. Phloeopora adversa ingår i släktet Phloeopora och familjen kortvingar. Inga underarter finns listade i Catalogue of Life.